# اورورا (ویرجینیای غربی)
اورورا(به انگلیسی: Aurora) شهری در ایالت ویرجینیای غربی کشور ایالات متحده آمریکا است که جمعیت آن در سرشماری سال ۲۰۱۰ میلادی، ۲۰۱ نفر بوده‌است.